# Salencar de Llesp

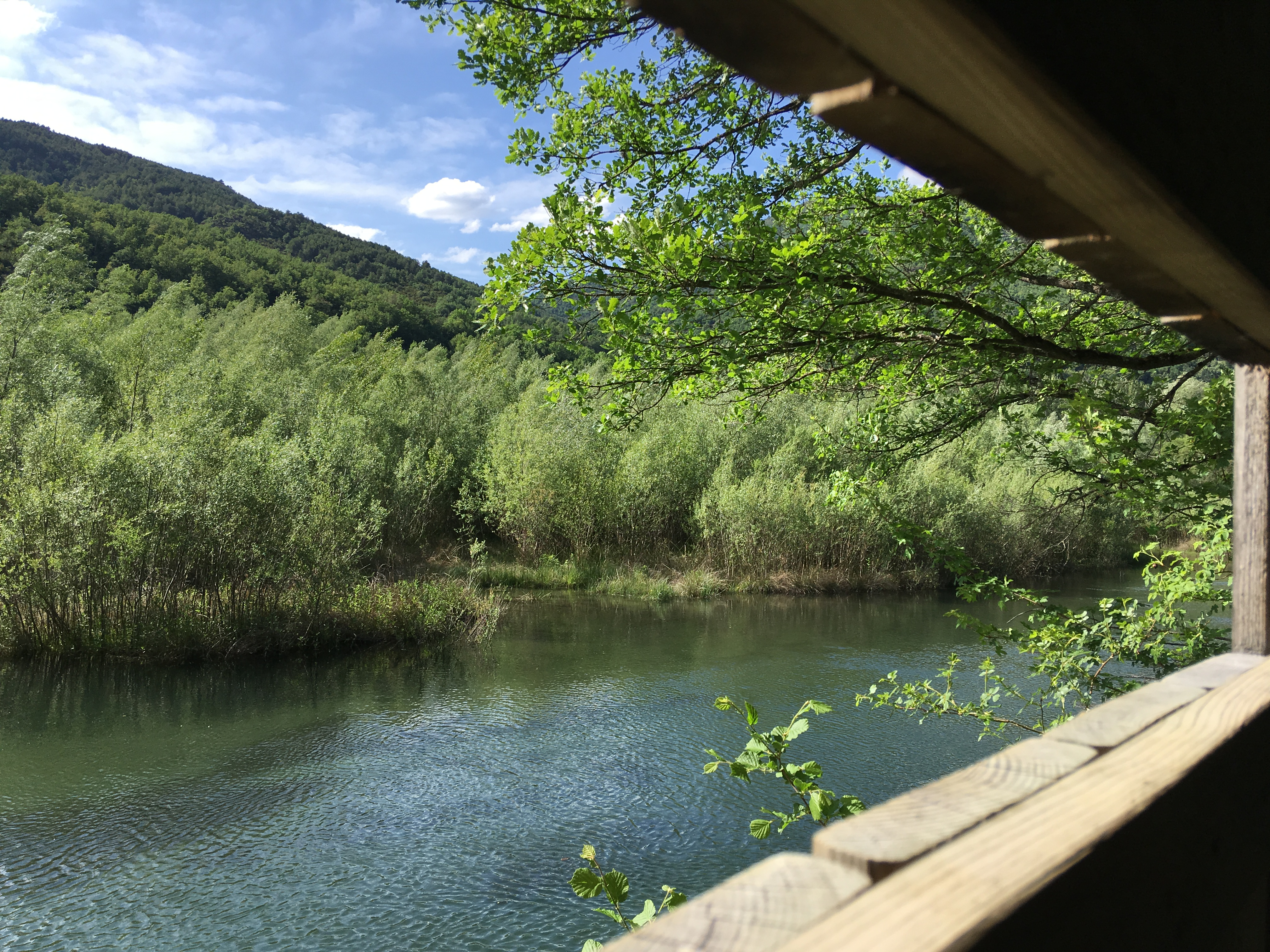
Vistes des de l'observatori

El Salencar de Llesp és una zona humida d'unes trenta hectàrees situada a la conca del riu Noguera de Tor, principal afluent de la Noguera Ribagorçana (Alta Ribagorça). S'ubica al terme municipal del Pont de Suert i la seva població més propera és Llesp, des d'on s'hi pot accedir seguint les senyalitzacions situades a la cruïlla amb la carretera L-500.
Aquest espai forma part de la Xarxa Natura 2000, del Catàleg de zones humides de Catalunya i del Pla de conservació de la Llúdriga a Catalunya (Ordre MAB/138/2002 de 22 de març, DOGC núm.3628 de 03/05/2002).
El salencar és una zona formada a partir dels sediments del riu que s'han anat acumulant a tocar de les comportes del pantà de Llesp i d'un bosc de ribera de poca alçària format per diverses espècies de salzes com el salze blanc (Salix alba), el sarga (Salix elaeagnos), el saulic (Salix purpurea) i el gatell (Salix atrocinerea), popularment anomenats salenques i, que donen nom a aquests tipus de paratges.També es componen d'altres tipus de vegetació helofítica i herbes submergides.
Pel que fa a la fauna hi conviuen diverses espècies d'animals pròpies dels hàbitats de ribera com: l'ànec collverd (Anas platyrhynchos), la polla d'aigua (Gallinula chloropus) i el bernat pescaire (Ardea cinerea); alguns amfibis com el gripau comú (Bufo bufo); rèptils com la serp d'aigua (Natrix maura); també alguna llúdriga (Lutra lutra). Durant la primavera també s'hi poden veure algunes aus migratòries.

## Instal·lacions
Es tracta d'una zona d'interès per a l'observació d'aus i de la fauna en general, amb camins interiors ben condicionats, passarel·les elevades i diferents miradors, entre els quals hi destaca un observatori ornitològic de 4m2, construït l'any 2015 durant les obres d'adequació dutes a terme arran de les destrosses ocasionades per les riuades de l'any 2013. Alguns dels seus espais estan adaptats per a persones amb mobilitat reduïda i disposa de panells informatius amb braille per a persones invidents.

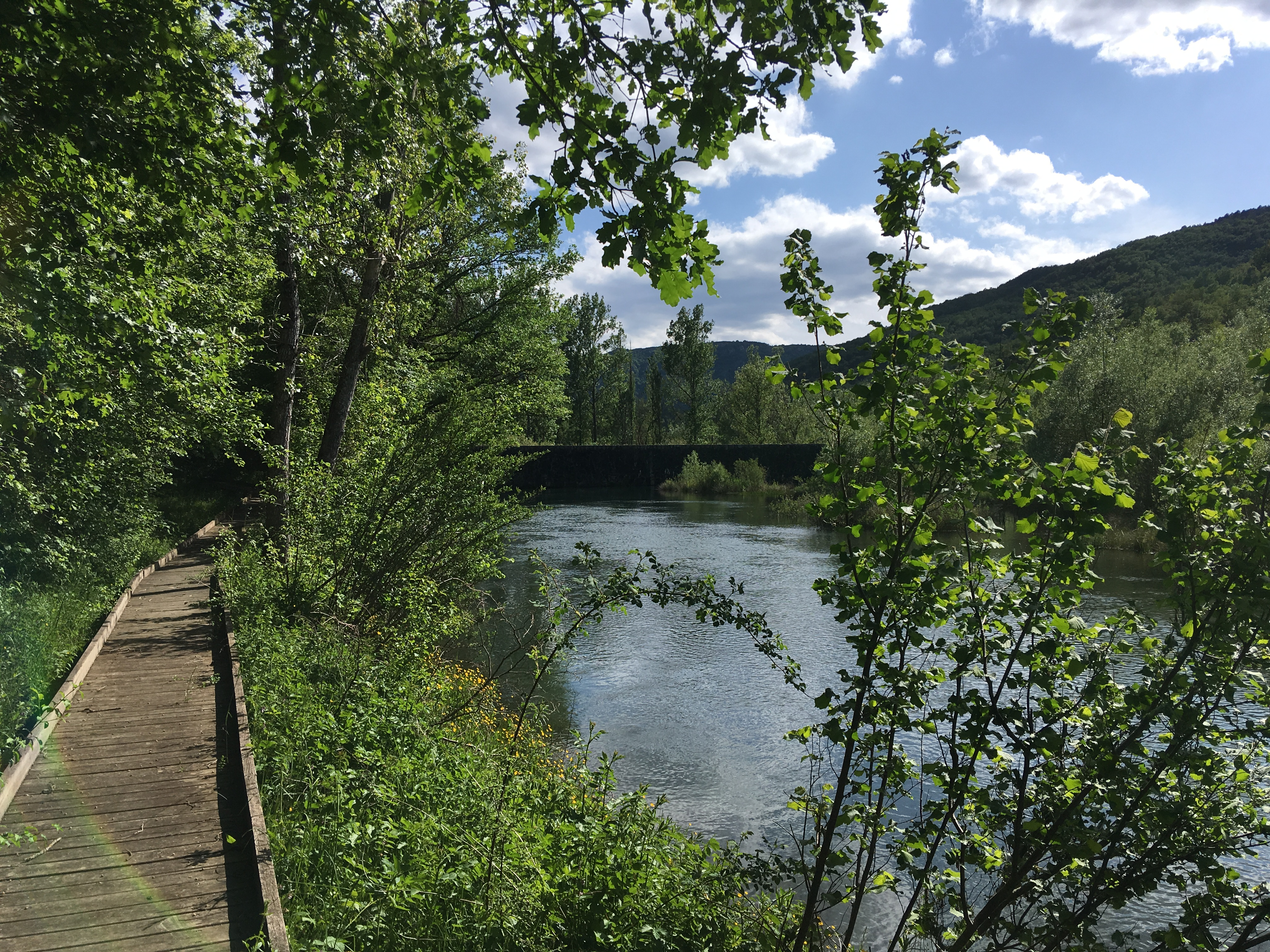
Passarel·la del salencar